# 豆蔻山脈
豆蔻山脉，是一处位于东南亚中南半岛的一处山脉，主要部分位于柬埔寨西南部，一部分延伸到泰国境内。最高点奥拉山海拔1771米，也是柬埔寨的最高峰。